# Prix Jutra
Der Prix Jutra ist ein kanadischer Filmpreis, der seit 1999 jährlich an die besten Kinofilme in der französischsprachigen Provinz Québec vergeben wird.

## Organisation
Der Prix Jutra gilt als wichtigste Auszeichnung für Filmschaffende in Québec. Der Preis wurde nach dem kanadischen Filmemacher Claude Jutra benannt. Die Auszeichnung wird seit 1999 jährlich in verschiedenen Kategorien in Montréal verliehen. Die Preisstatue wurde vom kanadischen Bildhauer Charles Daudelin entworfen.
Pro Kategorie werden von der Filmindustrie Québecs vier Filme oder Filmschaffende nominiert, z. B. nominieren Mitglieder der Regisseursgilde ARRQ (Association des réalisateurs et réalisatrices du Québec) die Filme für die beste Regie. Mitglieder der Schauspielergilde ACTRA (Alliance of Canadian Cinema, Television and Radio Artists) und UDA (Union des artistes) nominieren die Kandidaten für die Schauspielpreise. Schließlich wählen alle in allen Kategorien die Preisträger. Teilnehmende Filme müssen mindestens eine Woche lang in Kinos der Provinz Québec gezeigt worden sein.
Seit 2008 ist die Schauspielerin Danielle Proulx Präsidentin der im kanadischen Fernsehen ausgestrahlten Filmpreisgala. Vor ihr hatte der Schauspieler Michel Côté diese Position inne. In Europa wird der Prix Jutra regelmäßig zeitversetzt vom französischen Fernsehsender TV5 Monde Europe übertragen.

## Gewinner

### Bester Film in Québec (Meilleur film québécois)
- 1999: Die rote Violine (Le Violon rouge) von François Girard
- 2000: Post mortem von Louis Bélanger
- 2001: Maelström von Denis Villeneuve
- 2002: Soft Shell Man (Un crabe dans la tête) von André Turpin
- 2003: Québec-Montréal von Ricardo Trogi
- 2004: Die Invasion der Barbaren (Les invasions barbares) von Denys Arcand
- 2005: Mémoires affectives von Francis Leclerc
- 2006: C.R.A.Z.Y. – Verrücktes Leben von Jean-Marc Vallée
- 2007: Congorama von Luc Déry und Kim McCraw
- 2008: Continental, un film sans fusil von Stéphane Lafleur
- 2009: Ce qu'il faut pour vivre von Benoît Pilon
- 2010: I Killed My Mother von Xavier Dolan
- 2011: Die Frau, die singt (Incendies) von Denis Villeneuve
- 2012: Monsieur Lazhar von Philippe Falardeau
- 2013: Die Rebellin (Rebelle / War Witch) von Kim Nguyen
- 2014: Louis Cyr: L’homme le plus fort du monde von Daniel Roby
- 2015: Mommy von Xavier Dolan
- 2016: La passion d’Augustine von Léa Pool
- 2017: Einfach das Ende der Welt (Juste la fin du monde) von Xavier Dolan
- 2018: Les Affamés von Robin Aubert

### Billet d’Or
Auf Englisch Golden Ticket. Ausgezeichnet werden die Filme mit den höchsten Einnahmen des Jahres in Québec.
- 1999: Les Boys
- 2000: Les Boys II
- 2001: Life After Love (La Vie après l'amour) von Gabriel Pelletier
- 2002: Les Boys III von Louis Saïa
- 2003: Séraphin: un homme et son péché von Charles Binamé
- 2004: Die große Verführung (La grande séduction) von Jean-François Pouliot
- 2005: Camping sauvage von Guy A. Lepage
- 2006: C.R.A.Z.Y. – Verrücktes Leben von Jean-Marc Vallée
- 2007: Good Cop Bad Cop (Bon Cop, Bad Cop) von Kevin Tierney
- 2008: Les 3 p'tits cochons von Patrick Huard
- 2009: Cruising Bar 2 von Michel Côté und Robert Ménard
- 2010: De père en flic von Émile Gaudreault
- 2011: Piché, entre ciel et terre von Sylvain Archambault
- 2012: Starbuck von Ken Scott
- 2013: Omerta von Luc Dionne

### Beste Regie (Meilleure réalisation)
- 1999: François Girard für Die rote Violine
- 2000: Louis Bélanger für Post mortem
- 2001: Denis Villeneuve für Maelström
- 2002: André Turpin für Soft Shell Man
- 2003: Ricardo Trogi für Québec-Montréal
- 2004: Denys Arcand für Die Invasion der Barbaren
- 2005: Francis Leclerc für Mémoires affectives
- 2006: Jean-Marc Vallée für C.R.A.Z.Y. – Verrücktes Leben
- 2007: Philippe Falardeau für Congorama
- 2008: Stéphane Lafleur für Continental, un film sans fusil
- 2009: Lyne Charlebois für Borderline
- 2010: Denis Villeneuve für Polytechnique
- 2011: Denis Villeneuve für Die Frau, die singt (Incendies)
- 2012: Philippe Falardeau für Monsieur Lazhar
- 2013: Kim Nguyen für Die Rebellin (Rebelle / War Witch)

### Beste Hauptdarstellerin (Meilleure actrice)
- 1999: Pascale Montpetit in Streetheart (Le Coeur au poing)
- 2000: Karine Vanasse in Emporte-moi – Nimm mich mit (Emporte-moi)
- 2001: Marie-Josée Croze in Maelström
- 2002: Élise Guilbault in The Woman Who Drinks (La Femme qui boit)
- 2003: Karine Vanasse in Séraphin: un homme et son péché
- 2004: Marie-Josée Croze in Die Invasion der Barbaren
- 2005: Pascale Bussières in Ma vie en cinémascope
- 2006: Élise Guilbault in La Neuvaine
- 2007: Céline Bonnier in Délivrez-moi
- 2008: Guylaine Tremblay in Contre toute espérance
- 2009: Isabelle Blais in Borderline
- 2010: Anne Dorval in I Killed My Mother
- 2011: Lubna Azabal in Die Frau, die singt (Incendies)
- 2012: Vanessa Paradis in Café de Flore
- 2013: Rachel Mwanza für Die Rebellin (Rebelle / War Witch)

### Bester Hauptdarsteller (Meilleur acteur)
- 1999: Alexis Martin in Der 32. August auf Erden (Un 32 août sur terre)
- 2000: Gabriel Arcand in Post mortem
- 2001: Paul Ahmarani in The Left-Hand Side of the Fridge (La moitié gauche du frigo)
- 2002: Luc Picard in February 15, 1839 (15 février 1839)
- 2003: Pierre Lebeau in Séraphin: un homme et son péché
- 2004: Serge Thériault in Gaz Bar Blues
- 2005: Roy Dupuis in Mémoires affectives
- 2006: Marc-André Grondin in C.R.A.Z.Y. – Verrücktes Leben
- 2007: Paul Ahmarani und Olivier Gourmet in Congorama
- 2008: Roy Dupuis in Shake Hands with the Devil
- 2009: Natar Ungalaaq in Ce qu'il faut pour vivre
- 2010: Sébastien Ricard in Dédé à travers le brumes
- 2011: Claude Legault in 10½
- 2012: Gilbert Sicotte in Le Vendeur
- 2013: Julien Poulin für Camion

### Beste Nebendarstellerin (Meilleure actrice de soutien)
- 1999: Anne-Marie Cadieux in Streetheart
- 2000: Pascale Bussières in Emporte-moi – Nimm mich mit
- 2001: Marie-Jo Thériault in Full Blast
- 2002: Sylvie Drapeau in February 15, 1839
- 2003: Isabelle Blais in Québec-Montréal
- 2004: Clémence DesRochers in Die große Verführung
- 2005: (geteilt): Brigitte Lafleur in Alptraum einer Sommernacht (Elles étaient cinq) und Sylvie Moreau in Les Aimants
- 2006: Danielle Proulx in C.R.A.Z.Y. – Verrücktes Leben
- 2007: Fanny Mallette in Cheech
- 2008: Laurence Leboeuf in Ma fille, mon ange
- 2009: Angèle Coutu in Borderline
- 2010: Sandrine Bisson in 1981
- 2011: Dorothée Berryman in Cabotins
- 2012: Sophie Nélisse in Monsieur Lazhar
- 2013: Sabrina Ouazani für Inch’Allah

### Bester Nebendarsteller (Meilleur acteur de soutien)
- 1999: Colm Feore in Die rote Violine
- 2000: Julien Poulin in Dead End (Le dernier souffle)
- 2001: David Boutin in Hochelaga
- 2002: Emmanuel Bilodeau in Soft Shell Man
- 2003: Luc Picard in The Collector (Le Collectionneur)
- 2004: Pierre Collin in Die große Verführung
- 2005: Jean Lapointe in The Last Tunnel (Le dernier tunnel)
- 2006: Michel Côté in C.R.A.Z.Y. – Verrücktes Leben
- 2007: Gabriel Arcand in Congorama
- 2008: Réal Bossé in Continental, un film sans fusil
- 2009: Normand D'Amour in Tout est parfait
- 2010: Maxim Gaudette in Polytechnique
- 2011: Jean Lapointe in À l'origine d'un cri
- 2012: Émilien Néron in Monsieur Lazhar
- 2013: Serge Kanyinda in Die Rebellin (Rebelle / War Witch)

### Film s'étant le plus illustré hors Québec
Dieser Preis wird seit 2000 verliehen.
- 2000 - Emporte-moi – Nimm mich mit
- 2001 - Possible Worlds von Robert Lepage
- 2002 - (geteilt): Maelström von Denis Villeneuve und Lost and Delirious  von Léa Pool
- 2003 - La Turbulence des fluides von Manon Briand
- 2004 - Die Invasion der Barbaren von Denys Arcand
- 2005 - Die Invasion der Barbaren von Denys Arcand
- 2006 - C.R.A.Z.Y. – Verrücktes Leben von Jean-Marc Vallée
- 2007 - C.R.A.Z.Y. – Verrücktes Leben von Jean-Marc Vallée
- 2008 - Good Cop Bad Cop von Erik Canuel
- 2009: Mama ist beim Friseur von Léa Pool
- 2010: I Killed My Mother von Xavier Dolan
- 2011: Herzensbrecher von Xavier Dolan
- 2012: Die Frau, die singt (Incendies) von Denis Villeneuve
- 2013: Monsieur Lazhar von Philippe Falardeau

### Hommage
- 1999 - Marcel Sabourin
- 2000 - Frédéric Back
- 2001 - Gilles Carle
- 2002 - Anne Claire Poirier
- 2003 - Rock Demers
- 2004 - Richard Grégoire
- 2005 - Michel Brault
- 2006 - Denise Filiatrault
- 2007 - Pierre Curzi
- 2008 - Jean-Claude Labrecque
- 2009 - Fernand Dansereau
- 2010 - René Malo
- 2011 - Jean Lapointe
- 2012 - Paule Baillargeon
- 2013 - Michel Côté

### Meilleur exploitant
Dieser Preis wird seit 2005 verliehen.
- 2005 - Cinéma Beaubien (Directeur général: Mario Fortin)
- 2006 - Cinéma Pine Tom Fermanian
- 2007 - Stéphane Tremblay Élysé Granby

### Bestes Drehbuch (Meilleur scénario)
- 1999: François Girard und Don McKellar für Die rote Violine
- 2000: Louis Bélanger für Post mortem
- 2001: Denis Villeneuve für Maelström
- 2002: André Turpin für Soft Shell Man
- 2003: Jean-Philippe Pearson, Patrice Robitaille und Ricardo Trogi für Québec-Montréal
- 2004: Denys Arcand für Die Invasion der Barbaren
- 2005: Yves Pelletier für Les Aimants
- 2006: Jean-Marc Vallée in Zusammenarbeit mit François Boulay für C.R.A.Z.Y. – Verrücktes Leben
- 2007: Philippe Falardeau für Congorama
- 2008: Stéphane Lafleur für Continental, un film sans fusil
- 2009: Bernard Émond (in Zusammenarbeit mit Benoît Pilon) für Ce qu'il faut pour vivre
- 2010: Xavier Dolan für I Killed My Mother
- 2011: Denis Villeneuve und Valérie Beaugrand-Champagne für Die Frau, die singt (Incendies)
- 2012: Philippe Falardeau für Monsieur Lazhar
- 2013: Kim Nguyen für Die Rebellin (Rebelle / War Witch)

### Beste Kamera (Meilleure direction de la photographie)
- 1999: Alain Dostie für Die rote Violine
- 2000: Pierre Gill für Memories Unlocked (Souvenirs intimes)
- 2001: André Turpin für Maelström
- 2002: André Turpin für Soft Shell Man
- 2003: Jean Lépine für Séraphin: un homme et son péché
- 2004: Allen Smith für Die große Verführung
- 2005: Pierre Mignot für Das Geheimnis des blauen Schmetterlings (The Blue Butterfly)
- 2006: Pierre Mignot für C.R.A.Z.Y. – Verrücktes Leben
- 2007: Pierre Mignot für A Sunday in Kigali (Un dimanche à Kigali)
- 2008: Alain Dostie für Silk
- 2009: André Turpin für Ich schwör’s, ich war’s nicht! (C'est Pas Moi, Je Le Jure!)
- 2010: Pierre Gill für Polytechnique
- 2011: André Turpin für Die Frau, die singt (Incendies)
- 2012: Pierre Cottereau für Café de Flore
- 2013: Nicolas Bolduc für Die Rebellin (Rebelle / War Witch)

### Beste Ausstattung (Meilleure direction artistique)
- 1999: François Séguin und Renée April für Die rote Violine
- 2000: Serge Bureau und Michèle Hamel für Emporte-moi – Nimm mich mit
- 2001: Sylvain Gingras und Denis Sperdouklis für Maelström
- 2002: Jean-Baptiste Tard für February 15, 1839
- 2003: Ronald Fauteux, Jean Becotte und Michèle Hamel für Séraphin: un homme et son péché
- 2004: Normand Sarrasin für Die große Verführung
- 2005: Normand Sarrasin für Ma vie en cinémascope
- 2006: Patrice Bricault-Vermette für C.R.A.Z.Y. – Verrücktes Leben
- 2007: André-Line Beauparlant für A Sunday in Kigali (Un dimanche à Kigali)
- 2008: François Séguin für Silk
- 2009: Nicolas Lepage für Babine
- 2010: David Pelletier für Dédé à travers le brumes
- 2011: André-Line Beauparlant für Die Frau, die singt (Incendies)
- 2012: Patrice Vermette für Café de Flore
- 2013: Anne Pritchard für Laurence Anyways

### Bester Ton (Meilleur son)
- 1999: Claude La Haye, Marcel Pothier, Hans-Peter Strobl und Guy Pelletier für Die rote Violine
- 2000: Normand Mercier, Claude Beaugrand und Hans-Peter Strobl für Ein kanadischer Winter (Histoires d'hiver)
- 2001: Gilles Corbeil, Mathieu Beaudin, Louis Gignac, Jérôme Décarie, Jo Caron, Daniel Bisson und Carole Gagnon für Maelström
- 2002: Mathieu Beaudin, Serge Beauchemin, Hans-Peter Strobl und Louis Gignac für February 15, 1839
- 2003: Patrick Rousseau, Claude Beaugrand, Hans-Peter Strobl und Bernard Gariépy Strobl für Séraphin: un homme et son péché
- 2004: Claude Hazanavicius, Marcel Pothier und Michel Descombes für Die große Verführung
- 2005: Donald Cohen, Marie-Claude Gagné, Michel Descombes, Pierre Juteau für Ma vie en cinémascope
- 2006: Yvon Benoît, Daniel Bisson, Luc Boudrias, Bernard Gariépy-Strobl, Mira Mailhot, Simon Meilleur, Mireille Morin, Martin Pinsonnault, Jean-François Sauvé für C.R.A.Z.Y. – Verrücktes Leben
- 2007: Claude La Haye, Hans Peter Strobl, Marie-Claude Gagné für A Sunday in Kigali (Un dimanche à Kigali)
- 2008: Claude La Haye, Claude Beaugrand, Hans Peter Strobl, Bernard Gariépy Strobl, Olivier Calvert für Silk
- 2009: Dominique Chartrand, Olivier Calvert, Louis Gignac und Gavin Fernandes für Babine
- 2010: Pierre Blain, Claude Beaugrand, Stephane Bergeron für Polytechnique
- 2011: Sylvain Bellemare, Jean Umansky, Jean Pierre Laforce für Die Frau, die singt (Incendies)
- 2012: Pierre Bertrand, Mathieu Beaudin, Sylvain Bellemare, Bernard Gariépy Strobl für Monsieur Lazhar
- 2013: Claude LaHaye, Martin Pinsonneault und Bernard Gariépy-Strobl für Die Rebellin (Rebelle / War Witch)

### Bester Schnitt (Meilleur montage image)
- 1999: Gaétan Huot für Die rote Violine
- 2000: Lorraine Dufour für Post mortem
- 2001: Richard Comeau für Maelström
- 2002: Sophie Leblond für Soft Shell Man
- 2003: Lorraine Dufour für The Negro (Le Neg')
- 2004: Dominique Fortin für Die große Verführung
- 2005: Glenn Berman für Mémoires affectives
- 2006: Paul Jutras für C.R.A.Z.Y. – Verrücktes Leben
- 2007: Jean-François Bergeron für Good Cop Bad Cop
- 2008: Éric Drouin für Nitro
- 2009: Yvann Thibaudeau für Borderline
- 2010: Richard Comeau für Polytechnique
- 2011: Monique Dartonne für Die Frau, die singt (Incendies)
- 2012: Elizabeth Olga Tremblay für Snow & Ashes
- 2013: Richard Comeau für Die Rebellin (Rebelle / War Witch)

### Beste Filmmusik (Meilleure musique)
- 1999: John Corigliano für Die rote Violine
- 2000: Benoît Jutras für Alegria
- 2001: Michel Donato und James Gelfand für The Orphan Muses (Les muses orphelines)
- 2002: Guy Pelletier und Ramachandra Borcar für Soft Shell Man
- 2003: Michel Cusson für Séraphin: un homme et son péché
- 2004: Guy Bélanger und Claude Fradette für Gaz Bar Blues
- 2005: Carl Bastien und Dumas für Les Aimants
- 2006: Daniel Bélanger für L'audition
- 2007: Jorane für A Sunday in Kigali (Un dimanche à Kigali)
- 2008: Catherine Major für Le ring
- 2009: Normand Corbeil und Serge Fiori für Babine
- 2010: Dédé Fortin, Les Colocs und Éloi Painchaud für Dédé à travers les brumes
- 2011: Guy Bélanger, Benoît Charest für Route 132
- 2012: Martin Léon für Monsieur Lazhar
- 2013: Viviane Auudet, Robin-Joël Cool und Éric West-Millette für Camion

### Beste Kostüme (Meilleurs costumes)
Dieser Preis wird seit 2004 verliehen.
- 2004: Louise Gagné für Die große Verführung
- 2005: François Barbeau für New France (Nouvelle France)
- 2006: Ginette Magny für C.R.A.Z.Y. – Verrücktes Leben
- 2007: Michèle Hamel für A Sunday in Kigali (Un dimanche à Kigali)
- 2008: Carlo Poggioli und Kazuko Kurosawa für Silk
- 2009: Carmen Alie für Babine
- 2010: Judy Jonker für Dédé à travers les brumes
- 2011: Sophie Lefebvre für Die Frau, die singt (Incendies)
- 2012: François Barbeau für Pour l'amour de Dieu
- 2013: Carmen Alie für Ésimésac

### Bestes Make-Up (Meilleur maquillage)
Dieser Preis wird seit 2004 verliehen.
- 2004: Brigitte Bilodeau für Die andere Seite des Mondes (La Face cachée de la lune)
- 2005: Marie-Angèle Breitner-Protat für Ma vie en cinémascope
- 2006: Micheline Trépanier für C.R.A.Z.Y. – Verrücktes Leben
- 2007: Marie-Angèle Breitner für A Sunday in Kigali (Un dimanche à Kigali)
- 2009: Kathryn Casault für Babine
- 2010: Colleen Quinton für Cadavres
- 2011: Adrien Morot für Barney’s Version
- 2012: Julie Casault für Gerry
- 2013: Kathy Kelso und Colleen Quinton für Laurence Anyways

### Beste Frisur (Meilleure coiffure)
Dieser Preis wird seit 2005 verliehen.
- 2005: Michelle Côté für Ma vie en cinémascope
- 2006: Réjean Goderre für C.R.A.Z.Y. – Verrücktes Leben
- 2007: Ginette Cérat-Lajeunesse für Le Secret de ma mère
- 2009: Martin Lapointe für Mama ist beim Friseur
- 2010: Linda Gordon für 1981
- 2011: Réjean Goderre für Barney’s Version
- 2012: Denis Parent für Gerry
- 2013: Michelle Côté und Martin Lapointe für Laurence Anyways

### Bester Dokumentarfilm (Meilleur documentaire)
- 1999: Forest Alert (L'Erreur boréale) von Richard Desjardins und Robert Monderie
- 2000: Images d'une dictature von Patricio Henriquez
- 2001: À la recherche de Louis Archambault von Werner Volkmer
- 2002: Le Minot d'or von Isabelle Raynaud
- 2003: Rien sans pennes von Marc Girard
- 2004: (geteilt): Roger Toupin, épicier variété von Benoit Pilon und À hauteur d'homme von Jean-Claude Labrecque
- 2005: What Remains of Us (Ce qu'il reste de nous) von François Prévost und Hugo Latulippe
- 2006: (geteilt): La Classe de madame Lise von Sylvie Groulx und Gilles Carle ou l'indomptable imaginaire von Charles Binamé
- 2007: À force de rêves von Serge Giguère
- 2008: Le peuple invisible von Richard Desjardins und Robert Monderie
- 2009: Under the Hood: A Voyage Into the World of Torture von Patricio Henríqu
- 2010: Last train home (Le dernier train) von Lixin Fan
- 2011: The Coca-Cola Case von Carmen Garcia und German Gutierrez
- 2012: Ce coeur qui bat von Pierre Lesage
- 2013: Over My Dead Body von Brigitte Poupart

### Bester Kurzfilm (Meilleur court/moyen métrage)
- 1999: Magical Words (Les Mots magiques) von Jean-Marc Vallée
- 2000: Atomic sake von Louise Archambault
- 2001: Inséparables von Normand Bergeron
- 2002: Remembrance von Stéphanie Morgenstern
- 2003: Hit and Run von Richard Jutras
- 2004: Mammouth von Stefan Miljevic
- 2005: Papa von Émile Proulx-Cloutier
- 2006: Une chapelle blanche von Simon Lavoie
- 2007: Les eaux mortes von Guy Édoin
- 2008: Notre prison est un royaume von Simon Galiero
- 2009: Next Floor von Denis Villeneuve
- 2010: Danse macabre von Pedro Pires
- 2011: M'ouvrir von Albéric Aurtenèche
- 2012: Trotteur von Anaud Brisebois und Francis Leclerc
- 2013: Là où je suis von Myriam Magassouba

### Bester Animationsfilm (Meilleur film d'animation)
- 2000: The Old Man and the Sea von Aleksander Petrow
- 2001: The Hat (Le Chapeau) von Michèle Cournoyer
- 2002: Schwarze Seele (Âme noire) von Martine Chartrand
- 2003: The Brainwashers (Les Ramoneurs cérébraux) von Patrick Bouchard
- 2004: Blue Like a Gunshot (Bleu comme un coup de feu) von Masoud Raouf
- 2005: Nur ein Häppchen (Nibbles) von Christopher Hinton
- 2006: Dehors novembre von Patrick Bouchard
- 2007: McLaren’s Negatives von Marie-Josée Saint-Pierre
- 2008: Sleeping Betty von Claude Cloutier
- 2009: Le noeud cravate von Jean-François Lévesque
- 2010: Robe de guerre von Michèle Cournoyer
- 2011: Die Lipsett-Tagebücher (Les journaux de Lipsett) von Theodore Ushev
- 2012: Dimanche von Patrick Doyon
- 2013: Bydlo von Patrick Bouchard

### Spécial
- 2000: Emporte-moi – Nimm mich mit von Léa Pool
- 2001: Possible worlds von Robert Lepage
- 2003: La Turbulence des fluides von Manon Briand
- 2004: Die Invasion der Barbaren von Denys Arcand